# Tadmaït
Tadmaït (în arabă تادمايت) este o comună din provincia Tizi Ouzou, Algeria.
Populația comunei este de 22.838 de locuitori (2008).